# Aleix I Estudita
Aleix I Estudita (en grec medieval Ἀλέξιος), va ser Patriarca de Constantinoble i monjo del monestir d'Estúdion (d'on va prendre el nom d'Estudita), un monestir fundat l'any 460.
Va succeir a Eustaci de Constantinoble el 1025. L'any 1034 va coronar a l'emperador Miquel IV el Paflagoni, el favorit de Zoè, després d'eliminar a Romà III. El germà de Miquel, Joan l'Eunuc, primer ministre sota Constantí VIII i Romà III, volia assolir el patriarcat però Aleix va avortar els plans, l'any 1036.
Va morir el 1043, i el va succeir Miquel Cerulari.